# Сан-Диего
Сан-Дие́го (англ. San Diego, [ˌsæn diˈeɪɡoʊ]; исп. [san ˈdjeɣo]) — город на юго-западе США на берегу Тихого океана близ границы с Мексикой, административный центр округа Сан-Диего в штате Калифорния.
Население 1,3 млн жителей (2020), с пригородами 2,9 млн. По численности населения Сан-Диего второй в штате после Лос-Анджелеса и восьмой в США. В 2006 году журнал Money Magazine поместил Сан-Диего на 5 место в списке «лучших для жизни городов».
В городе расположена основная база ВМС США на Тихом океане.

## История
В XVI веке на территории города Сан-Диего жили индейцы племени кумеяй. 
Первым европейцем, зашедшим в залив Сан-Диего, был Хуан Родригес Кабрильо, который назвал порт Сан-Мигель. В ноябре 1602 года Себастьян Вискаино обследовал гавань и дал ей нынешнее название, в честь Святого Диего Алькалайского. В 1769 году Гаспар Портола основал здесь крепость, а францисканцы, под начальством Хуниперо Серры основали миссию, которая уже к 1797 году насчитывала почти полторы тысячи новообращённых. После получения Мексикой независимости в 1823 году, миссия попала в государственное управление. 
После американо-мексиканской войны, Сан-Диего по договору Гуадалупе-Идальго вместе с Калифорнией был присоединён к США.
Дважды (1962, 1968) город был награждён премией All-America City Award (с англ. — «Всеамериканский город») присуждаемой Национальной гражданской лигой, которую неофициально называют «Нобелевской премией за конструктивное гражданство» и которая выдается за активную гражданскую позицию жителей некорпоративных сообществ Соединённых Штатов в жизни местного самоуправления.

## География
Сан-Диего расположен на западном побережье США, у границы с Мексикой — с юга к нему примыкает мексиканский город Тихуана, к западу — побережье Тихого океана, к востоку — отроги гор Сан-Исидро.

### Климат
- Среднегодовая температура воздуха — 17,6 °C
- Средняя скорость ветра — 2,7 м/с
- Относительная влажность воздуха — 71 %

| Показатель                                     | Янв. | Фев. | Март | Апр. | Май  | Июнь | Июль | Авг. | Сен. | Окт. | Нояб. | Дек. | Год  |
| ---------------------------------------------- | ---- | ---- | ---- | ---- | ---- | ---- | ---- | ---- | ---- | ---- | ----- | ---- | ---- |
| Абсолютный максимум, °C                        | 31,1 | 32,2 | 37,2 | 36,7 | 36,7 | 38,3 | 37,8 | 36,7 | 43,9 | 41,7 | 37,8  | 31,1 | 43,9 |
| Средний суточный максимум, °C                  | 18,4 | 18,3 | 18,7 | 19,7 | 20,3 | 21,6 | 23,7 | 24,7 | 24,4 | 22,7 | 20,6  | 18,2 | 20,9 |
| Средняя температура, °C                        | 13,9 | 14,4 | 15,2 | 16,5 | 17,8 | 19,1 | 21,1 | 22,0 | 21,4 | 19,3 | 16,3  | 13,6 | 17,6 |
| Средний суточный минимум, °C                   | 9,4  | 10,4 | 11,8 | 13,3 | 15,2 | 16,7 | 18,6 | 19,3 | 18,4 | 15,9 | 12,0  | 9,1  | 14,2 |
| Абсолютный минимум, °C                         | −3,9 | 1,1  | 2,2  | 3,9  | 7,2  | 10,0 | 12,2 | 12,2 | 10,0 | 6,1  | 2,2   | 0,0  | −3,9 |
| Норма осадков, мм                              | 50   | 58   | 46   | 20   | 3    | 2    | 1    | 1    | 4    | 15   | 26    | 39   | 265  |
| Температура воды, °C                           | 15   | 15   | 15   | 15   | 16   | 17   | 19   | 20   | 20   | 19   | 18    | 16   | 17   |
| Источник: Погода и Климат, World Climate Guide |      |      |      |      |      |      |      |      |      |      |       |      |      |

## Демография
Население в 2010 году составляло 1 307 402 человека.
Расовый состав:
- 58,9 % — белые
- 28,8 % — латиноамериканцы различных национальностей
- 15,9 % — азиаты
- 6,7 % — афроамериканцы
- 0,6 % — индейцы
- 0,5 % — выходцы с тихоокеанских островов
- 12,3 % — другие расы
- 5,1 % — две или более расы

## Инфраструктура

### Порт

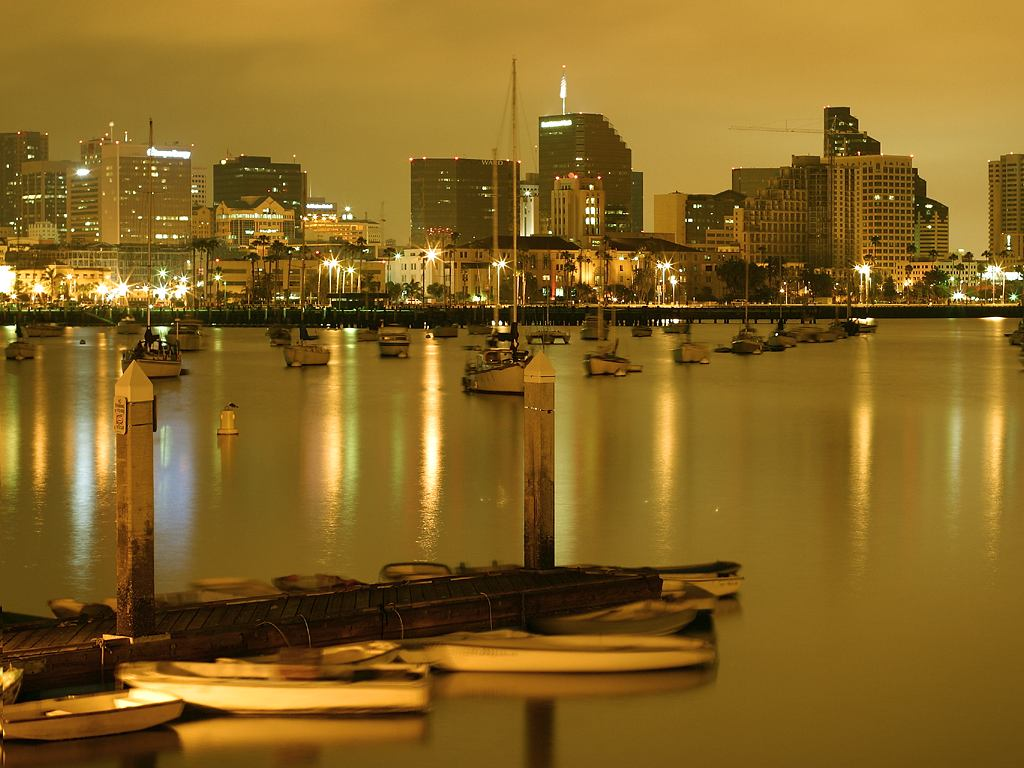
Гавань и вид на центр города

Порт Сан-Диего управляет морскими операциями гавани Сан-Диего. Круизные лайнеры прибывают и отходят из портового терминала Сан-Диего на Би-стрит. В зимний период порт Сан-Диего — домашний порт круизных судов в Carnival Cruise Lines, Royal Caribbean, Holland America, и Celebrity Cruises. Новый терминал круизных судов на причале Бродвей открылся в 2010 году.
В Сан-Диего расположена «Национальная стальная и судостроительная компания» (NASSCO), крупнейший завод на западном побережье Соединённых Штатов. Завод способен строить и ремонтировать большие океанские суда. Док конструкции коммерческих грузовых судов и вспомогательных судов для ВМС США и военно-морских перевозок, командованию которого он служил с 1960 года.

### Воздушное сообщение

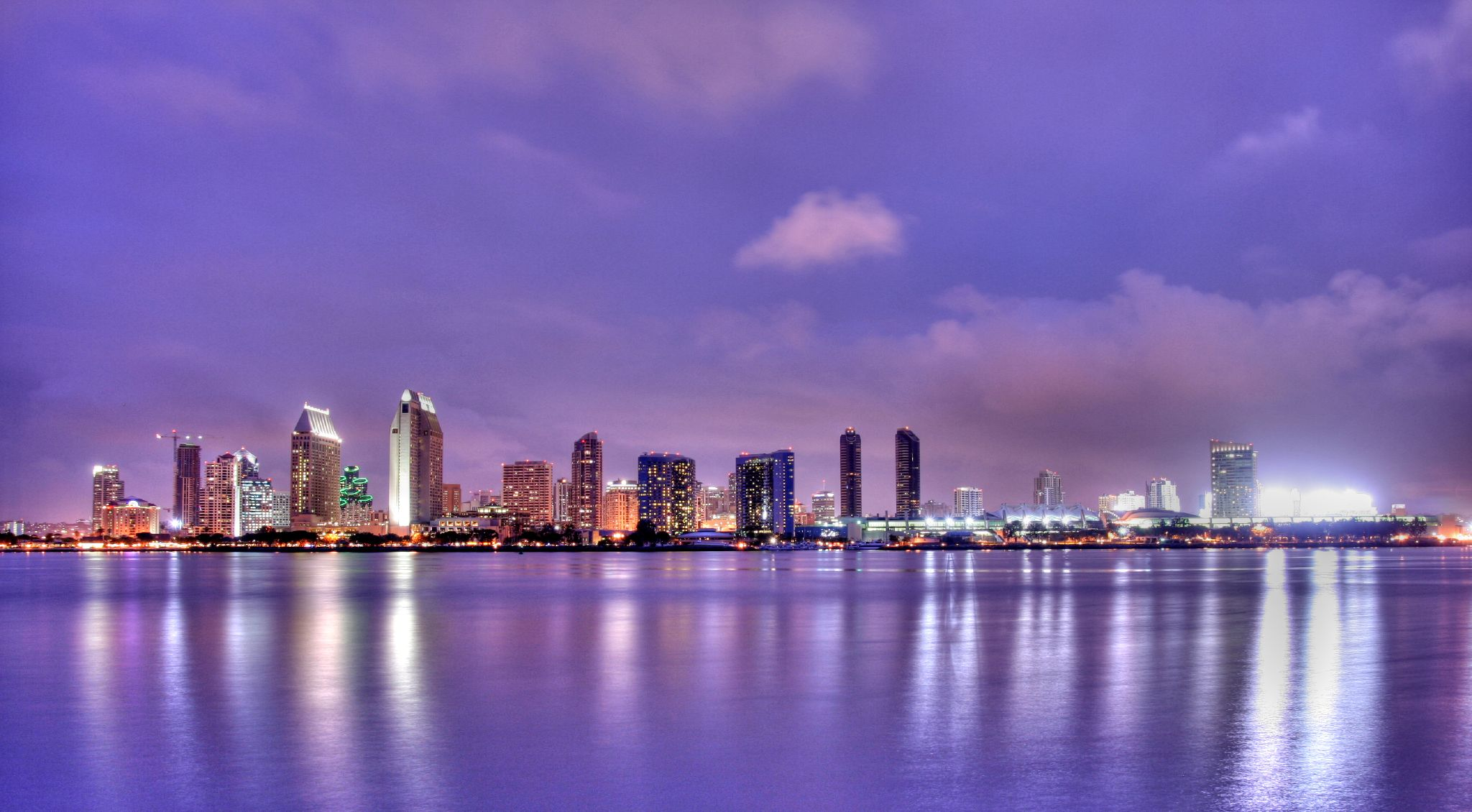
Панорама Сан-Диего

Город обслуживает Международный аэропорт Сан-Диего, известный также как аэропорт Линдберг-Филд — аэропорт совместного базирования, расположенный в пяти километрах к северо-западу от центрального делового района в Сан-Диего (Калифорния), и в 32 километрах к северу от государственной границы Соединённых Штатов Америки с Мексикой.
Из всех аэропортов, имеющих одну взлётно-посадочную полосу, аэропорт Сан-Диего является самым загруженным коммерческим аэропортом США и вторым в мире после лондонского аэропорта Гатвик. Ежедневно в Сан-Диего совершается около 600 взлётов и посадок самолётов и обслуживается более 50 тысяч пассажиров. По данным статистики за 2008 год услугами аэропорта воспользовалось 18 125 633 человек. Аэропорт Сан-Диего занимает самую маленькую из всех крупных аэропортов США площадь, располагаясь на 2,67 км² (661 акр).
Аэропорт используется авиакомпанией Southwest Airlines в качестве хаба, по данным на июль 2008 года основные доли авиакомпаний в объёмах пассажирских перевозок аэропорта распределились следующим образом: Southwest Airlines — 36,2 %, Delta Air Lines — 10,9 %, United Airlines/United Express — 10,7 % и American Airlines/American Eagle Airlines — 10,6 %.
В 1970-х годах Федеральное управление гражданской авиации США запретило возводить в городе здания и сооружения выше 500 футов (152,4 м) в связи с близостью аэропорта. Именно поэтому небоскрёбы Сан-Диего начинаются лишь с 40-й строчки в списке самых высоких зданий Калифорнии.

### Общественный транспорт
В Сан-Диего действует система скоростного трамвая, официально называемая San Diego Trolley. Система трамвая Сан-Диего была открыта в 1981 году и стала первой современной трамвайной системой США, открытой после долгого периода упадка этого вида транспорта в США (с 1930-х годов). Трамвай прибывает на станции каждые 7—30 минут (в зависимости от времени суток и линии маршрута).
Поезда Amtrak и Coaster проходят по береговой линии и соединяют Сан-Диего с Лос-Анджелесом, округом Ориндж, Риверсайдом, Сан-Бернардино и Вентура через Метролинк. Есть две станции Amtrak в Сан-Диего, в Старом городе (Old Town) и центре города (Downtown).
Автобус ходит вдоль почти всех основных направлений, однако большое количество автобусных остановок сосредоточено в центральной части Сан-Диего. Среднее время ожидания варьируется от 15 до 30 минут, в зависимости от местоположения и маршрута.
Паромы через залив из Сан-Диего в Коронадо ходят через каждые полчаса.

### Велосипед
Сухой и мягкий климат в Сан-Диего делает велосипедные прогулки самым удобным и приятным вариантом перемещения круглый год. В то же время, холмистые районы города и большие расстояния, вызванные строгим законом зонирования низкой плотности, ограничивают использование велосипеда для утилитарных целей. Старые и более плотно заселённые районы вокруг центра города ориентированы в отношении велосипедного движения, как правило, гораздо лучше. Частично это связано с тем, что в новых застройках, которые расположены дальше от центра города и где гораздо чаще встречаются магистральные дороги в пригородном стиле, отсутствует сетчатая структура улиц. Как следствие, езда на велосипеде в городе носит, как правило, развлекательный характер.
В городе есть несколько отдельных районов для велосипедов, особенно в новых районах, хотя большинство дорожных объектов, специально предназначенных для велосипедов, находятся на обычных дорогах. В 2006 году Сан-Диего был оценён как лучший город для езды на велосипеде в городах США с населением свыше 1 млн человек.

## Культура

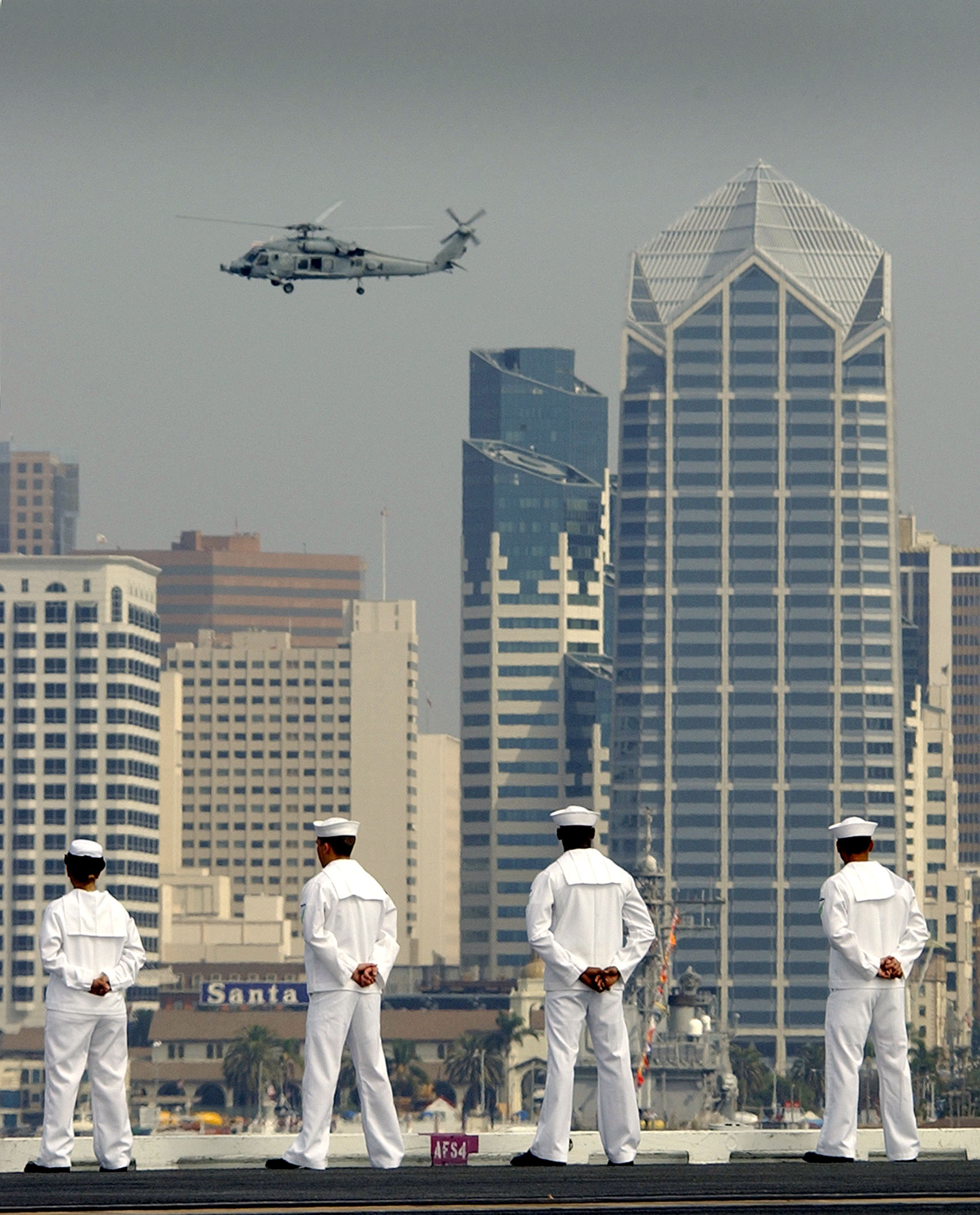
Неделя флота в Сан-Диего

В Сан-Диего тесно смешались американская и мексиканская культуры, от языковой среды и разнообразия кухни до религии и искусства. На это повлияли история поселения в составе Новой Испании и Мексики, близость границы и значительное количество латиноамериканского населения.
В городе расположено множество популярных музеев: мореплавания, искусства и современного искусства, фотографии, естествознания, аэрокосмический и другие. Один из крупнейших в мире ежегодных фестивалей индустрии развлечений и массовой культуры Comic-Con проходит в конференц-центре Сан-Диего с 1970 года. Зоопарк Сан-Диего — самый посещаемый в США и содержит более 3700 особей 650 видов животных, также известен как один из наиболее прогрессивных зоопарков по работе с животными в мире. Популярны и другие тематические парки: крупный океанариум SeaWorld, сафари-зоопарк, Леголенд, аквапарк Aquatica ежегодно привлекают миллионы туристов.
Важность города для военно-морского флота США также нашла отражение в культуре. Ежегодно в Сан-Диего проходят авиашоу на базе Мирамар и Неделя флота, празднование в честь ВМС, береговой охраны и корпуса морской пехоты. В число достопримечательностей входят авианосец USS Midway, открытый как корабль-музей, и военное кладбище «Форт-Розенкранц», занесённое в Национальный реестр исторических мест США.

## Города-побратимы
По информации Sister Cities International, городами-побратимами Сан-Диего являются:
- Испания: Алкала-де-Энарес
- Польша: Варшава
- Россия: Владивосток
- Афганистан: Джелалабад
- Япония: Иокогама
- Филиппины: Кавите
- Бразилия: Кампинас
- Мексика: Леон
- Австралия: Перт
- Китайская Республика: Тайчжун
- Гана: Тема
- Мексика: Тихуана
- Республика Корея: Чонджу
- Великобритания: Эдинбург (Шотландия)
- Китай: Яньтай